# Antonio Restori
Antonio Restori (Pontremoli, 10 dicembre 1859 – San Lazzaro Parmense, 30 giugno 1928) è stato un filologo e critico letterario italiano.

## Biografia
Nato da Francesco e da Corinne Caulliaux,. Frequentò il Liceo di Parma, e quindi l'Università di Bologna, dove fu allievo di Giosuè Carducci.
Insegnò successivamente filologia romanza nell'Università di Messina e nell'Università di Genova. Si dedicò anche alla storia della musica nei suoi rapporti con la lirica medievale.

## Saggi critici
- Il Cid: studio storico critico (1881);
- Letteratura provenzale (1891);
- Note fonetiche sui parlari dell'alta valle di Magra (1892);
- Per la storia musicale dei trovatori provenzali (1896);
- Saggi di bibliografia teatrale spagnola (1927).